# Górokret
Górokret (Urotrichus) – rodzaj ssaków z podrodziny kretów (Talpinae) w obrębie rodziny kretowatych (Talpidae). 

## Zasięg występowania
Rodzaj obejmuje jeden żyjący współcześnie gatunek występujący endemicznie w Japonii.

## Morfologia
Długość ciała (bez ogona) 89–104 mm, długość ogona 27–38 mm; masa ciała 14,5–28,5 g. 

## Systematyka
Rodzaj zdefiniował w 1841 roku holenderski zoolog Coenraad Jacob Temminck na łamach Het Instituut of Verslagen en Mededeelingen, uitgegeven door de vier Klassen van het Koninklijk-Nederlandsch Instituut van Wetenschappen, Letterkunde en Schoone Kunsten. Na gatunek typowy Temminck wyznaczył (oznaczenie monotypowe) górokreta japońskiego (U. talpoides).

### Etymologia
Urotrichus (Urothricus): gr. ουρα oura ‘ogon’; θριξ thrix, τριχος trikhos ‘włosy’.

### Podział systematyczny
Do rodzaju należy jeden występujący współcześnie gatunek:
- Urotrichus talpoides Temminck, 1841 – górokret japoński

Opisano również gatunki wymarłe z miocenu:
- Urotrichus dolichochir (Gaillard, 1899)[12] (Francja)
- Urotrichus giganteus Ziegler, 2006[13] (Austria)